# Lobet Gott in seinen Reichen
Lobet Gott in seinen Reichen („Himmelfahrtsoratorium“ BWV 11, D-Dur) ist ein Oratorium von Johann Sebastian Bach, das wahrscheinlich 1738 entstanden ist. Vermutlich ist Picander der Textdichter. Das Werk wurde in der alten Bach-Gesamtausgabe (BG) noch bei den Kantaten eingeordnet (daher die kleine BWV-Nummer), im Bach Compendium trägt es die Nummer BC D 9 und wird aufgrund seiner Gattung folgerichtig den Oratorien zugeordnet, da es eine biblische Handlung zur Grundlage hat, die von einem Evangelisten und anderen Personen in den Rezitativen vorgetragen wird. Das zweiteilige Werk besteht aus elf Sätzen (etwa eine halbe Stunde Aufführungsdauer) und wurde vom Komponisten selbst als „Oratorium Festo Ascensionis Christi“ bezeichnet.

## Aufbau
1. Chor „Lobet Gott in seinen Reichen“
2. Evangelist (Tenor) „Der Herr Jesus hub seine Hände auf“
3. Rezitativ (Bass) „Ach, Jesu, ist dein Abschied schon so nah?“
4. Arie (Alt) „Ach, bleibe doch, mein liebstes Leben“
5. Evangelist (Tenor) „Und ward aufgehoben zusehends“
6. Choral „Nun lieget alles unter dir“
7. Evangelisten (Tenor und Bass) „Und da sie ihm nachsahen gen Himmel fahren“
8. Rezitativ (Alt) „Ach ja! so komme bald zurück“
9. Evangelist (Tenor) „Sie aber beteten ihn an“
10. Arie (Sopran) „Jesu, deine Gnadenblicke“
11. Choral „Wenn soll es doch geschehen“

## Musik
Der festliche Eingangschor beruht auf der nicht erhaltenen weltlichen Kantate Froher Tag, verlangte Stunden BWV Anh. 18, die Bach 1732 zur Feier der renovierten Thomasschule zu Leipzig dirigiert hatte. Die Altarie „Ach, bleibe doch, mein liebstes Leben“ hat Bach im Wesentlichen für sein Agnus Dei in der h-Moll-Messe übernommen. Die Sopranarie „Jesu, deine Gnadenblicke“ zeichnet sich dadurch aus, dass sie als eines der wenigen Werke Bachs ohne Basso continuo geschrieben ist. Im Schlusschor „Wenn soll es doch geschehen“ wird die Choralmelodie, ursprünglich in Moll, durch einen triumphierenden Orchestersatz in D-Dur überhöht, ähnlich wie im Schlusschor „Nun seid ihr wohl gerochen“ des zuvor komponierten Weihnachtsoratoriums.

## Besetzung
- Soli: Sopran, Alt, Tenor, Bass
- Chor: Sopran, Alt, Tenor, Bass
- Orchester: Tromba I–III, Pauken, Flauto traverso I/II, Oboe I/II, Violine I/II, Bratsche, Basso continuo

## Einspielungen
- Gächinger Kantorei, Württembergisches Kammerorchester Heilbronn, Helmuth Rilling: BWV 11, BWV 100, BWV 200 (in der Reihe Die Bach Kantate). Hänssler, 1985.